# Lars Forssell
Lars Hans Carl Abraham Forssell (* 14. Januar 1928 in Stockholm; † 26. Juli 2007 ebenda) war ein schwedischer Autor und Kabarettist.

## Leben
Nach seinem Schulbesuch im Stockholmer Stadtteil Kungsholmen studierte Lars Forssell in den 1940er-Jahren in den Vereinigten Staaten. 1952 beendete er sein Studium in Uppsala mit dem Abschluss Filosofie kandidat, der ungefähr dem heutigen Bachelor of Arts entspricht.
Forssell arbeitete zunächst als Kulturjournalist für verschiedene Zeitungen und literarische Zeitschriften (Utsikt, BLM, Poesi, Dagens Nyheter, Expressen); außerdem betätigte er sich auch als Liedtextschreiber für Kabaretts und eigene Revuen. Auf Grund seiner Gedichtesammlungen wurde er 1971 als Nachfolger von Sigfrid Siwertz auf den Stuhl Nr. 4 in die Schwedische Akademie gewählt.
In der breiteren schwedischen Öffentlichkeit war er vor allem durch seine Liedtexte bekannt. In den 1970er-Jahren schrieb er als Dichter und Schlagertextautor unter anderem Texte für das Melodifestivalen und für Lill-Babs. Forssells Werke umfassen Gedichtesammlungen, Liedbücher, Kinderbücher, Dramen, Libretti für Opern und Übersetzungen.
Er war seit 1951 mit Kerstin Hane verheiratet und Vater von Jonas Forssell. Forssell starb am 26. Juli 2007 im Alter von 79 Jahren.

## Auszeichnungen
- 1998: Nordischer Preis der Schwedischen Akademie